# Parafia Bożego Ciała w Mińsku
Parafia Bożego Ciała w Mińsku – rzymskokatolicka parafia znajdująca się w archidiecezja mińsko-mohylewskiej, w dekanacie Mińsk-Wschód, na Białorusi. Parafię prowadzą Karmelici. 

## Historia
O utworzeniu parafii Bożego Ciała w Mińsku zdecydował Kardynał Kazimierz Świątek w 2005 roku podczas obchodów Roku Eucharystycznego. Stworzenie struktur parafii powierzono ks. Igorowi Łaszukowi SDB. Później Administrator Apostolski Archidiecezji mińsko-mohylewskiej biskup Antoni Dziemianko powierzył opiekę nad parafią karmelitom bosym.
Parafia została zarejestrowana 18 stycznia 2007 roku. Na początku parafianie zbierali się w prywatnych pomieszczeniach, później wraz ze wzrostem liczby wiernych - w sali ŻES 74.
W 2010 r. wybrano plac pod budowę świątyni, który poświęcono 8 sierpnia 2011 r. 3 lipca 2012 r. Metropolita Tadeusz Kondrusiewicz konsekrował tymczasową kaplicę Matki Bożej Szkaplerznej, znajdującą się w mikrorejonie Angarska. 31 maja 2018 r. arcybiskup Kondrusiewicz pobłogosławił kamień węgielny pod budowę kościoła parafialnego i klasztoru Karmelitów. Kamień pochodził z klasztoru św. Teresy z Ávili w Hiszpanii.

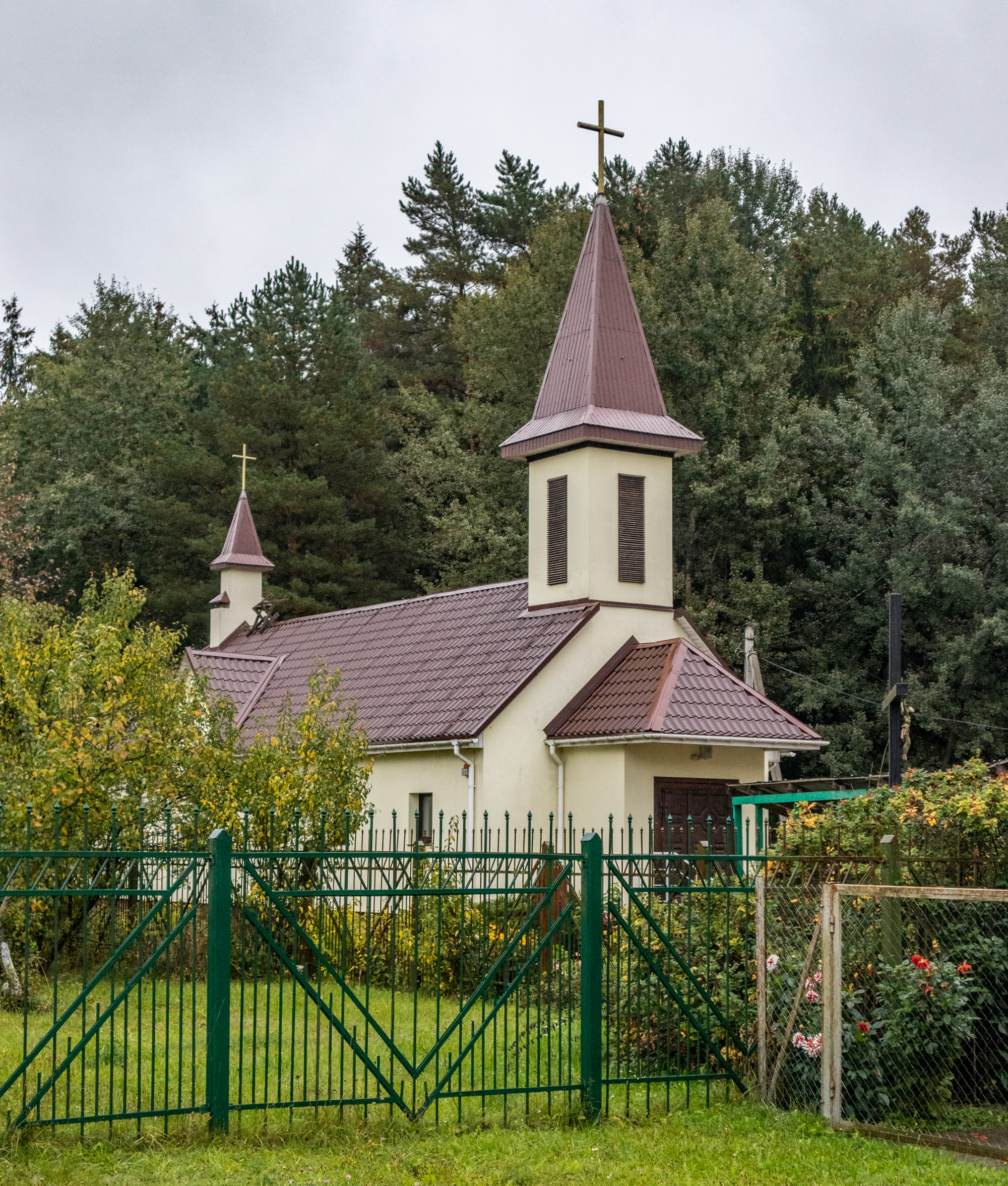
Kaplica Matki Bożej Szkaplerznej